# Вотербери (Небраска)
Вотербери (енгл. Waterbury) град је у америчкој савезној држави Небраска.

## Демографија
По попису из 2010. године број становника је 73, што је 16 (-18,0%) становника мање него 2000. године.
| Група             | 2000.       | 2010.      |
| Белци             | 89 (100,0%) | 72 (98,6%) |
| Афроамериканци    | 0 (0,0%)    | 0 (0,0%)   |
| Азијати           | 0 (0,0%)    | 0 (0,0%)   |
| Хиспаноамериканци | 0 (0,0%)    | 1 (1,4%)   |
| Укупно            | 89          | 73         |